# Joseph Étienne Benoît Le François
Joseph Étienne Benoît Lefrançois, né le 17 octobre 1733 à Caen et mort le 26 décembre 1826 dans la même ville, est un homme d'Église français, député aux États généraux de 1789.

## Éléments biographiques
Joseph Étienne Benoît Le François était prêtre, curé de Mutrécy, lorsqu'il fut élu député du clergé aux États généraux de 1789 par le bailliage de Caen.